# Оберн (округ Фон-дю-Лак, Вісконсин)
Оберн (англ. Auburn) — місто (англ. town) в США, в окрузі Фон-дю-Лак штату Вісконсин. Населення — 2360 осіб (2020).

## Демографія
Згідно з переписом 2010 року, у місті мешкали 2352 особи в 885 домогосподарствах у складі 712 родин. Було 988 помешкань
Расовий склад населення:
| - 98,2 % — білих - 0,6 % — корінних американців - 0,2 % — вихідців з тихоокеанських островів - 0,2 % — азіатів |

До двох чи більше рас належало 0,5 %. Частка іспаномовних становила 1,0 % від усіх жителів.
За віковим діапазоном населення розподілялося таким чином: 23,0 % — особи молодші 18 років, 64,3 % — особи у віці 18—64 років, 12,7 % — особи у віці 65 років та старші. Медіана віку мешканця становила 43,1 року. На 100 осіб жіночої статі у місті припадало 107,0 чоловіків;  на 100 жінок у віці від 18 років та старших — 107,0 чоловіків також старших 18 років.
Середній дохід на одне домашнє господарство  становив 91 630 доларів США (медіана — 81 029), а середній дохід на одну сім'ю — 97 928 доларів (медіана — 86 683). Медіана доходів становила 55 402 долари для чоловіків та 36 319 доларів для жінок. За межею бідності перебувало 3,4 % осіб, у тому числі 6,1 % дітей у віці до 18 років та 8,2 % осіб у віці 65 років та старших.
Цивільне працевлаштоване населення становило 1464 особи. Основні галузі зайнятості: виробництво — 25,6 %, освіта, охорона здоров'я та соціальна допомога — 20,4 %, будівництво — 10,5 %, роздрібна торгівля — 6,7 %.